# Carlina salicifolia
- Commons
- Wikispecies

Carlina salicifolia é uma espécie botânica pertencente à família Asteraceae, endémica da ilha da Madeira.
Apresenta-se como um arbusto com até 1,2 metros de altura, perenifólio com folhas lanceoladas, inteiras a espinuloso-serradas. Capítulos grandes de flores amareladas.
Trata-se de uma espécie endémica da ilha da Madeira e das ilhas Canárias. Aparece também na ilha do Porto Santo e nas ilhas Desertas.
A sua época de floração ocorrer de Junho a Agosto.